# Bidarur, Arkalgud
Bidarur là một làng thuộc tehsil Arkalgud, huyện Hassan, bang Karnataka, Ấn Độ.